# Janczyce
Janczyce is een plaats in het Poolse district  Opatowski, woiwodschap Święty Krzyż. De plaats maakt deel uit van de gemeente Baćkowice en telt 180 inwoners.